# Galumna aegyptica
Galumna aegyptica är en kvalsterart som beskrevs av Abdel-Hamid, Al-Assiuty och Trrad 1982. Galumna aegyptica ingår i släktet Galumna och familjen Galumnidae. Inga underarter finns listade i Catalogue of Life.